# Андре Лоне
Андре Жозеф Лоне (на френски: André Joseph Launay) е френски драматург, сценарист и писател, автор на произведения в жанровете сатира, хорър, трилър, пътепис и документалистика.
Пише на английски, вкл. под псевдонимите Ендрю Лоурънс (на английски: Andrew Laurance), Дрю Лоне (на английски: Drew Launay) и Дрю Ленмарк (на английски: Drew Lamark).

## Биография и творчество
Роден е на 12 декември 1930 г. в Париж, Франция. Учи в Англия и завършва обучението си във Франция.
Първото му произведение публикувано през 1960 г. е графичния роман „I Married a Model“.
Автор е на над 50 книги с теми, вариращи от домашно насилие, психически и еротични трилъри, сатира, документални книги за луксозни храни, антики и история, пътеписи, като и на пиеси и сценарии за филми и телевизия.
Андре Лоне от 1975 г. живее със съпругата си в Нерха, в южната част на Испания. Има 3 деца – музикалния продуцент Ник Лоне, режисьора Матю Лоне и художничката и илюстраторка Мелиса Лоне.

## Произведения

### Като Андре Лоне

#### Самостоятелни романи
- The Latchkey Children (1985)
- The Harlequin’s Son (1988)
- Seance (1991)
- The Girl with a Peppermint Taste (2010)
- The Innocence Has Gone, Daddy (2010)

#### Документалистика
- Caviare and After (1964)
- Posh food (1967)
- Dictionary of Contemporaries (1967)
- Historic Air Disasters (1967)
- Eat, Drink and Be Sorry (1970)
- Morocco (1976)
- Madrid & Southern Spain (1976)

#### Пиеси
- The Man on a Balcony
- The Aimless
- Come Into My Bed'
- Yes, We Have no Pyjamas
- A Farce in his Ear – с Антъни Мари

#### Сценарии
- The Girl With a Peppermint Taste
- Hideous Whispers
- Black Hotel
- The Latchkey Children
- The Harlequin's Son

### Като Ендрю Лоурънс

#### Самостоятелни романи
- Premonitions of an Inherited Mind (1979)
- The Hiss (1981) – издаден и като „Catacomb“
- Ouija (1982)
- The Black Hotel (1983)

#### Серия „Кръвта на Нострадамус: Трилогия на психичния ужас“ (Blood of Nostradamus)
1. Premonition (1979)
Предчувствието, изд.: „Плеяда 7“, София (1992 – 1993), прев. Мария Ракъджиева
2. The Link (1980)
Астрална връзка, изд.: „Плеяда 7“, София (1992 – 1993), прев. Мария Ракъджиева
3. Embryo (1980)
4. The Unborn (1991)
Нероденото, изд.: „Плеяда 7“, София (1992 – 1993), прев. Мария Ракъджиева

#### Документалистика
- The Other You: How to Develop Your Psychic Potential (1986)

### Като Дрю Ленмарк

#### Самостоятелни романи
- The Snake Orchards (1982)
- The Medusa Horror (1983)

### Като Дрю Лоне

#### Самостоятелни романи
- I Married a Model (1960)
- The New Shining White Murder (2001)
- She Modelled Her Coffin (2001)
- Death and Still Life (2001)
- A Corpse in Camera (2001)
- The Scream (2002)
- TheTwo-way Mirror (2002)

#### Участие в общи серии с други писатели

##### Серия „Пътеводители за ксенофоби“ (The Xenophobe's Guide)
- The Xenophobe's Guide to the Spanish (2010)

от серията има още 29 романа от различни автори

###### в допълнение към серията
- French for Xenophobes: Xenophobe's Lingo Learners (2003)
- Spanish for Xenophobes: Xenophobe's Lingo Learners (2003)
- German for Xenophobes: Xenophobe's Lingo Learners (2006)
- Italian for Xenophobes: Xenophobe's Lingo Learners (2006)